# Timgad (Batna)
Timgad là một thị trấn thuộc tỉnh Batna, Algérie. Dân số thời điểm năm 2002 là 10.937 người.